# Xia Zhu
Xia Zhu è il nome completo di Zhu (杼T, ZhùP, detto anche Ning, Xiang Man, Yu o Li Zhu), settimo sovrano della dinastia Xia.
È il figlio di Shao Kang e padre di Huai, stette al trono per diciassette anni. Mentre era al trono, inventò una specie di armatura fatta di pelliccia di belve, che si ritiene sia l'origine della classica armatura cinese. Dopo l'invenzione di questo tipo di armatura, i soldati lottavano con forza e impeto maggiori, e la stessa dinastia Xia si espanse maggiormente e con risultati più brillanti.

Gli annali di bambù riportano che tutte le città hanno origine nel periodo iniziale dell'impero di Zhu, localizzate a nord di Yi Yuan (nello Henan), e in seguito spostate nelle vecchie colline della zona. È anche riportato che, dopo Dong Zheng, verrà conquistata Jiu Weihu. Durante l'impero di Zhu, la dinastia Xia è entrata nel periodo dei tripodi.